# Скалли, Питер
Пи́тер Дже́ральд Ска́лли (англ. Peter Gerald Scully; род. 13 января 1963, Мельбурн) — австралийский растлитель, сексуальный маньяк, садист, детоубийца. В июне 2018 года приговорён на Филиппинах к пожизненному заключению. При этом суды над ним по другим обвинениям, включая убийство, продолжаются. Автор видео под названием Daisy's Destruction, которое считается самым жестоким видео в даркнете.

## Жизнь до ареста
В 2011 году Скалли сбежал из Мельбурна, штат Виктория, Австралия, чтобы избежать предъявления обвинений в мошенничестве. Находясь на острове Минданао, он организовал и возглавил международную группу педофилов, которая демонстрировала в даркнете по принципу Pay-per-view видеотрансляции пыток и сексуального насилия над детьми. Среди прочего, имела место видеозапись с подвешенной вверх ногами пятилетней девочкой, которую насилуют и пытают Скалли и две его сообщницы.
Жертвы поступали Скалли через обещания их бедным родителям устроить детей на работу или дать им образование и тому подобное или поставлялись двумя его филиппинскими подружками либо другими женщинами-сообщницами.
В одном случае в его руки попали две двоюродные сестры 9 и 12 лет. После заснятых на фото и видео надругательств они попытались бежать, но были пойманы и принуждены копать собственные могилы, однако затем всё же отпущены. Кузины обратились в полицию, одна из подружек Скалли была арестована, а сам он ударился в бега.
Наиболее шокирующей записью-трансляцией Скалли стала получившая название Daisy’s Destruction, проданная клиентам за 10 000 долларов. Сделанная в 2012 году запись, состоявшая из нескольких частей, была настолько экстремально жестокой, что некоторое время считалась городской легендой. На этой записи запечатлены пытки и насилие со стороны Скалли и нескольких его филиппинских сообщников по отношению к нескольким девочкам, трем старшим из которых было 12 лет, 11 лет и 18 месяцев. При этом наиболее жестокие действия совершает сообщница Скалли Маргалло, девятнадцатилетняя к тому моменту, в прошлом жертва детской проституции.

## Арест и суд
После выхода Daisy’s Destruction началась международная охота на автора этих записей. Преступника удалось выследить в городе Малайбалай, где Скалли и был арестован 20 февраля 2015 года. У полиции было к тому моменту шесть ордеров на его арест, все касавшиеся обвинений, связанных с похищением двух кузин. Удалось установить местонахождения двух девочек, снятых в Daisy’s Destruction. При этом еще одну Скалли, скорее всего, убил.
Скалли предъявили 75 обвинений. Его судили вместе с сообщниками. В 2015 году пожар в комнате для хранения доказательств уничтожил важные улики Бытовало мнение, что Скалли подкупил местного полицейского, так как коррупция на Филиппинах процветает.
Маргарет Акулло из офиса ООН по наркотикам и преступности и эксперт по борьбе с насилием над детьми описала это дело как «ужасающее» и худшее в своей карьере.
В 2017, при восстановлении смертной казни на Филиппинах, Скалли избежал этой угрозы, так как несколько составов преступления было исключено из списка тех, которые будут караться казнью.
13 июня 2018 Скалли и одна из его девушек были приговорены к пожизненному заключению.